# (7131) Longtom
(7131) Longtom est un astéroïde de la ceinture principale.

## Description
(7131) Longtom est un astéroïde de la ceinture principale. Il fut découvert le 23 décembre 1992 à Yakiimo par Akira Natori et Takeshi Urata. Il présente une orbite caractérisée par un demi-grand axe de 3,17 UA, une excentricité de 0,17 et une inclinaison de 16,1° par rapport à l'écliptique.

## Compléments